# Synagoga w Mirosławcu
Synagoga w Mirosławcu – nieistniejąca synagoga znajdująca się w Mirosławcu przy ówczesnej Bramie Młyńskiej.
Synagoga została zbudowana w 1770 roku. W latach 1791–1815 jej rabinem był talmudysta Akiwa Eger. Podczas nocy kryształowej z 9 na 10 listopada 1938 roku hitlerowcy zburzyli synagogę. Po zakończeniu II wojny światowej nie została odbudowana.
Murowany z cegły budynek synagogi wzniesiono na planie prostokąta. W fasadzie zwieńczonej trójkątnym szczytem znajdowały się trzy łukowo zamknięte otwory drzwiowe, a nad nimi trzy okrągłe okna.